# インティメート・マージャー
株式会社インティメート・マージャー（英語: Intimate Merger, Inc.）は、東京都港区に本社を置く、データ活用プラットフォームを提供する日本のテクノロジー企業である。2013年に設立され、データマネジメントプラットフォーム（DMP）事業を中心に、ポストCookieソリューションやAIを活用したマーケティング支援サービスなどを展開している。東京証券取引所グロース市場に上場しており、証券コードは7072である。

## 概要
インティメート・マージャーは、データに基づいたマーケティングソリューションを提供する日本のテクノロジー企業である。主力事業は、国内最大級とされるデータ活用プラットフォーム「IM-DMP」の提供・構築支援であり、これを通じて企業のデータドリブンマーケティングを支援している。
同社の事業は、プラットフォーム提供に留まらず、データ活用に関するコンサルティングサービスも提供する。近年では、サードパーティーCookie規制強化という市場環境の変化に対応するため、代替となる共通IDソリューション「IM-UID」を提供している。さらに、生成AIの台頭を受け、LLM（大規模言語モデル）に最適化されたウェブサイト構築を支援する「LLMO ANALYZER」といった新サービスも展開している。
これらの技術とサービスを通じて、AdTech領域に留まらず、Sales Tech、Fin Tech、Privacy Tech、Health Techといった様々なX-Tech領域への事業展開を進め、データ活用による広範な分野での効率化を目指している。
経営理念としては、「データ活用をより、誰でも使えるものに」「利用した価値を実感してもらえるように」「様々な場面で利用できるように」の3点を掲げ、データ活用の民主化と価値提供を重視している。ミッションは「世の中のさまざまな領域における、データを使った効率化」であり、将来的には「データビジネスのプロデューサー集団」を目指すとしている。

## 沿革
- 2013年（平成25年）6月24日 - 株式会社フリークアウト（現・株式会社フリークアウト・ホールディングス）と株式会社Preferred Infrastructureの合弁会社として設立。代表取締役社長に簗島亮次が就任。
- 2015年（平成27年）3月 - Googleが運営するDSPサービス（DoubleClick Bid Manager、現Display & Video 360）との連携を開始。
- 2018年（平成30年）
  - 7月 - B2B向けリードジェネレーションツール「Select DMP」の提供を開始。
  - 12月 - シリーズAの資金調達ラウンドを完了。IPOまでに2回のラウンドで総額255万米ドルの資金を調達したとされる。主要な投資家には、モバイル・インターネットキャピタル、YJキャピタル（現Z Venture Capital）、SMBCベンチャーキャピタル、電通などが含まれる。
- 2019年（平成31年/令和元年）
  - 1月 - 成果報酬型ディスプレイ広告運用サービス「Performance DMP」の提供を開始。
  - 10月24日 - 東京証券取引所マザーズ市場（現・グロース市場）に上場。
- 2020年（令和2年）
  - 3月 - 株式会社新生銀行（現・SBI新生銀行）との共同事業としてクレジットスコア株式会社を設立。
  - 11月 - 株式会社フリークアウト・ホールディングスとの資本関係・親子関係を解消。
- 2021年（令和3年）
  - 8月 - サードパーティーCookieの代替サービスとして「IMポストCookieアドネットワーク」の提供を開始。
  - 共通IDソリューション「IM-UID」の提供を本格化。
- 2022年（令和4年）4月 - 東京証券取引所の市場区分再編に伴い、グロース市場へ移行。
- 2024年（令和6年） - 「LPO AWARD SECOND HALF OF 2024」においてゴールド賞を受賞。
- 2025年（令和7年）4月 - 生成AIに"選ばれる"Webサイト構築を支援するサービス「LLMO ANALYZER」の提供を開始。